# Ethel Hall
Ethel Hall (1898–1927) fue una actriz estadounidense de cine mudo que murió a los 29 años el 29 de junio de 1927, cuando su barco volcó en los rápidos del río Merced, cerca de la ciudad de Merced, en el valle de San Joaquín. En aquel momento actuaba como doble de la actriz Dorothy Dwan en la película Tumbling River.
Hall iba acompañada en la barca por Wallace MacDonald, que interpretaba a villanos en películas de cine. Se suponía que los actores iban a ser rescatados por un grupo antes de entrar al pie de los rápidos. Cuando la barca volcó de repente, McDonald pudo nadar hasta la orilla. Sin embargo, la cabeza de Hall chocó contra una roca y fue sacada del agua inconsciente y pronto expiró. El rodaje se detuvo sólo unas horas, pero Fox Film pagó casi 200.000 dólares en concepto de indemnización.
Era hija de James Burns y de Mrs. John Gee de Fresno, y tenía dos hermanos menores. Acababa de casarse con el actor John Drayer, que actuaba en Seattle en el momento de su fatal accidente. El protagonista masculino de la película, Tom Mix, había sufrido un accidente a caballo unas semanas antes.
Hall estuvo casada anteriormente con Oscar Reeves.
La investigación del forense del 30 de junio de 1927 dictaminó que la muerte de Hall se produjo por "conmoción cerebral debida a traumatismo, causado por golpes de rocas en la cabeza" cuando las corrientes del río arrastraron a Hall.
Hall también compitió en rodeos, y en una ocasión quedó segunda en la competición para determinar la campeona mundial de jinetes de bronco.